# Жемчужный краснохвостый попугай
Жемчужный краснохвостый попугай (лат. Pyrrhura perlata) — вид птиц семейства попугаевых.

## Внешний вид
Длина тела 24 см. Окраска зелёная. Оперение в верхней части груди, на горле и шее имеет чешуйчатый рисунок серо-голубого цвета с жёлтой каймой. Темя и лоб серо-коричневого цвета. На лопатке имеется несколько красных пёрышек, на подклювья — зелёных. Окраска спины и крыла тёмно-зелёная, хвост сверху коричневый, снизу — с красным оттенком. Вокруг глаз есть белая зона. Клюв тёмно-серого цвета.

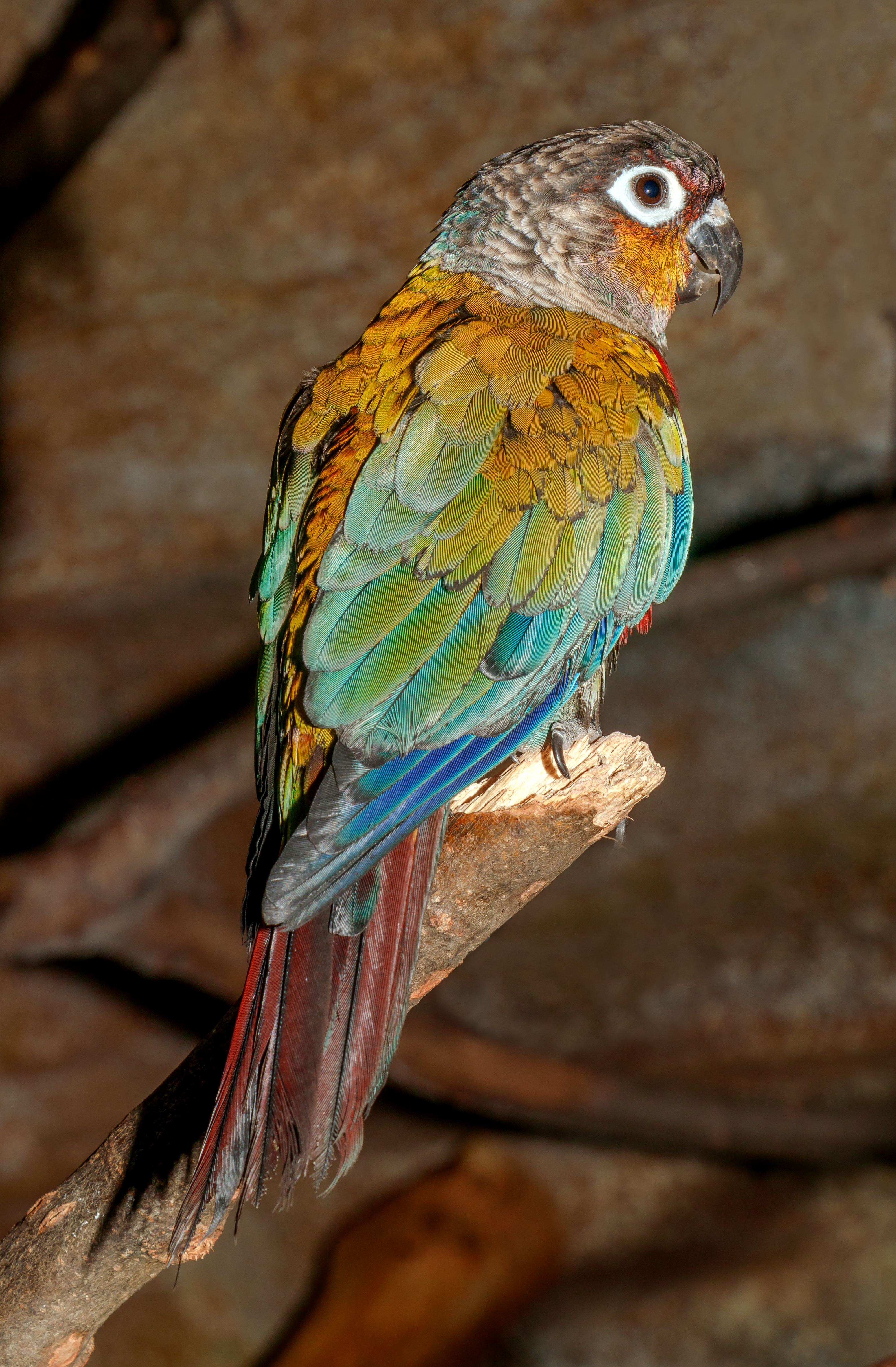
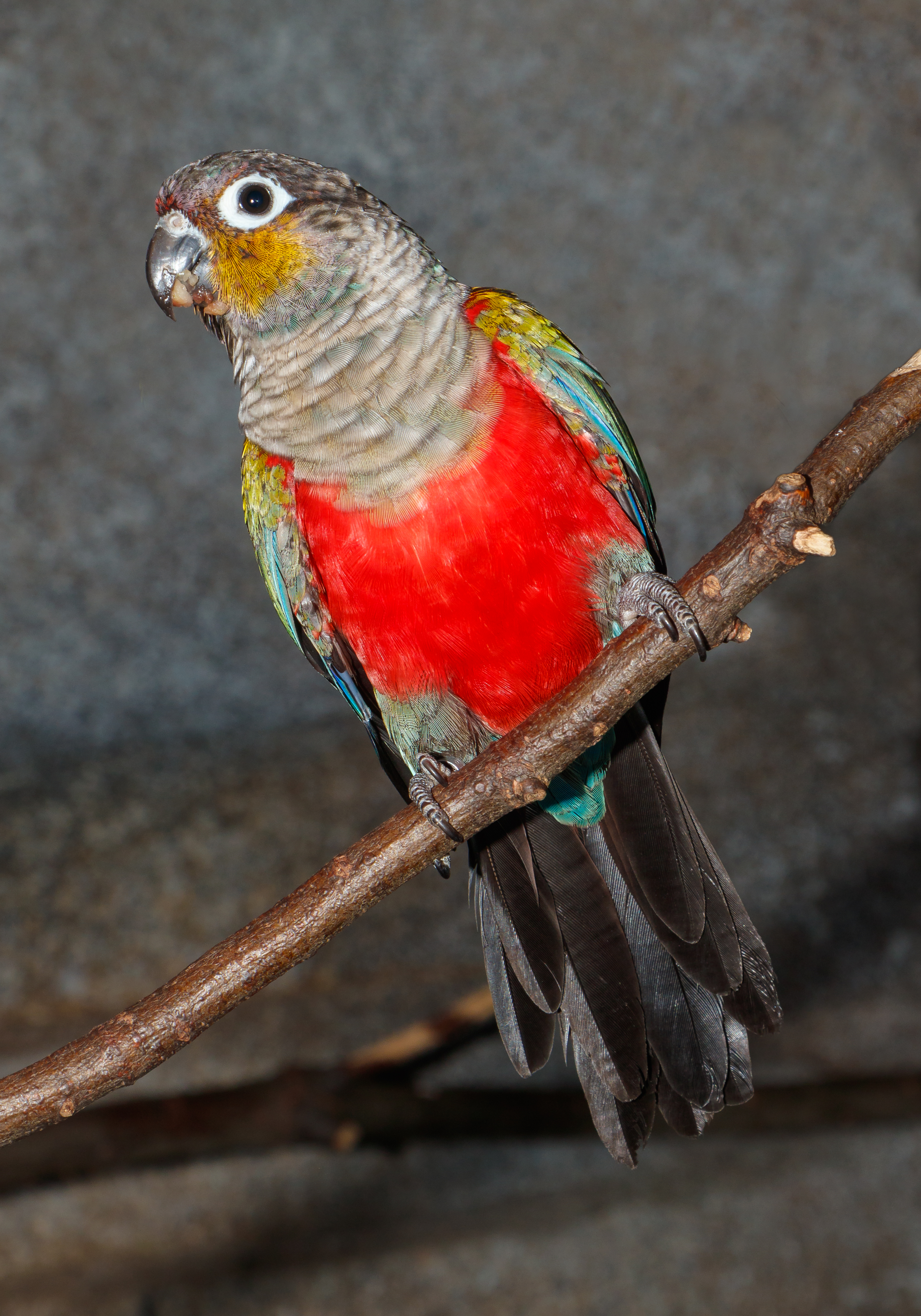

## Распространение
Обитает на северо-востоке Бразилии.

## Размножение
В кладке до 4 яиц. Птенцы вылупляются через 4 недели, примерно в 1,5-месячном возрасте вылетают из гнезда.